# Stay (Monika Linkytė)
Stay è un singolo della cantante lituana Monika Linkytė, pubblicato il 14 febbraio 2023 come primo estratto dal secondo EP Healing.

## Promozione
Il 20 dicembre 2022 è stata confermata la partecipazione di Monika Linkytė a Pabandom iš naujo! 2023, festival utilizzato per selezionare il rappresentante lituano all'annuale Eurovision Song Contest. La cantante ha presentato Stay come suo brano eurovisivo prima durante i quarti di finale e poi durante la semifinale della competizione lituana, classificandosi rispettivamente 2ª e 3ª. Il 18 febbraio 2023 Monika Linkytė si è esibita nella finale, dove si è classificata prima nel voto della giuria e seconda nel televoto; una volta combinati i punteggi, è risultata la vincitrice fra le 10 proposte, diventando di diritto la rappresentante nazionale all'Eurovision Song Contest 2023 a Liverpool. La versione eurovisiva del brano dal titolo Stay (Čiūto tūto), a cui sono state aggiunte in tutti i ritornelli le due parole in lituano nel titolo che prima comparivano solo a fine canzone, è stata presentata durante la finale di Pabandom iš naujo!, ed è stata pubblicata sulle piattaforme digitali il 24 febbraio 2023. Nel maggio successivo, dopo essersi qualificata dalla seconda semifinale, Monika Linkytė si è esibita nella finale eurovisiva, dove si è piazzata all'11º posto su 26 partecipanti con 127 punti totalizzati.

## Tracce
Testi e musiche di Monika Linkytė, Krists Indrišonoks e Jānis Jačmenkins.
1. Stay – 3:04

Versione eurovisiva
1. Stay (Čiūto tūto) – 2:57

## Classifiche
| Classifica (2023) | Posizione massima |
| ----------------- | ----------------- |
| Lituania          | 5                 |